# Rune Moberg
Rune Torsten Valdemar Moberg, född 19 februari 1912 i Tranås, Säby församling, Jönköpings län, död 19 oktober 1999 i Jonstorps församling i Skåne län, var en svensk journalist, manusförfattare, revyförfattare och underhållningsförfattare. Han är främst känd som manusförfattare till Lilla Fridolf och för sin ledarsida i tidningen Se.

## Biografi
Moberg avlade studentexamen i Lund 1932, och studerade därefter vid Lunds universitet 1933–1935. Han började sin journalistbana på Öresundsposten 1936, och var därefter reporter på Helsingborgs Dagblad 1938–1946. År 1947 började han på Åhlén & Åkerlunds förlag. Åren 1950–1954 var han chefredaktör för tidningen Se, där han fram till 1977 var stridbar ledarskribent. Moberg författade ett flertal manus för radio, film och revyteater. Under många år skrev han också manus till den tecknade serien om Lilla Fridolf. Han var huvudperson i ett avsnitt av Här är ditt liv (1988).
Rune Moberg var son till verkmästaren Ernst Moberg och Ruth Johansson. Han var från 1939 gift med Margit Hall (1915–1986), dotter till Svante Hall och Frida Åkeson. Makarna Moberg är gravsatta vid Helsingborgs krematorium.

## Filmmanus i urval
- 1956 – Lille Fridolf och jag
- 1957 – Enslingen Johannes
- 1957 – Lille Fridolf blir morfar
- 1958 – Fridolf sticker opp!
- 1959 – Guldgrävarna
- 1959 – Fly mej en greve
- 1959 – Fridolfs farliga ålder
- 1961 – Svenska Floyd
- 1965 – Pang i bygget
- 1965 – Calle P

## Radiomanus i urval
- 1967 – Familjen Andersson, radioserie i totalt 45 halvtimmes-avsnitt, sända i cirka 5 minuters miniavsnitt varje vardag, och på söndagen gick hela veckans avsnitt i en halvtimmes repris. Allan Edwall spelade den inneboende docenten Anton Brühl, som förvandlar tillvaron helt för familjen. Pappan spelades av Jan-Olof Strandberg, mamman av Gun Arvidsson, äldste sonen av Peter Schildt, dottern av Lena Nyman.
- 1967 – Stickupp - radioserie i totalt 16 avsnitt, vardera cirka 14 minuter långa. Sketcher med Carl-Gustaf Lindstedt och Lars Ekborg i huvudrollerna.